# Kajakarstwo na Letnich Igrzyskach Olimpijskich 1952 – K-1 1000 m mężczyzn
Zawody w kajakarstwie klasycznym (K1) na dystansie 1000 m mężczyzn na Letnich Igrzyskach Olimpijskich 1952 zostały rozegrane 28 lipca. W zawodach wzięło udział 20 zawodników z 20 państw. Zawody składały się z eliminacji i finału.

## Rezultaty

### Eliminacje
| Poz. | Zawodnicy          | Reprezentacja     | Czas   | Uwagi |
| ---- | ------------------ | ----------------- | ------ | ----- |
| 1    | Hendrik Vebrygghe  | Belgia            | 4:27.7 | Q     |
| 2    | Lubomir Vambera    | Czechosłowacja    | 4:30.1 | Q     |
| 3    | Bert Oldershaw     | Kanada            | 4:30.7 | Q     |
| 4    | Giorgio Piccinelli | Włochy            | 4:38.5 |       |
| 5    | Michael Budrock    | Stany Zjednoczone | 4:39.5 |       |
| 6    | Hansrüdi Engler    | Szwajcaria        | 4:39.7 |       |
| 7    | Geoffery Coyler    | Wielka Brytania   | 4:39.9 |       |

| Poz. | Zawodnicy            | Reprezentacja | Czas   | Uwagi |
| ---- | -------------------- | ------------- | ------ | ----- |
| 1    | Wim van der Kroft    | Holandia      | 4:20.3 | Q     |
| 2    | Meinrad Miltenberger | Niemcy        | 4:21.2 | Q     |
| 3    | Louis Gantois        | Francja       | 4:22.2 | Q     |
| 4    | Knud Albjerg         | Dania         | 4:24.2 |       |
| 5    | Per Johnsen          | Norwegia      | 4:25.2 |       |
| 6    | Josip Lipokatič      | Jugosławia    | 4:35.2 |       |
| 7    | Roland Licker        | Luksemburg    | 4:48.1 |       |

Wyścig 3
| Poz. | Zawodnicy          | Reprezentacja | Czas   | Uwagi |
| ---- | ------------------ | ------------- | ------ | ----- |
| 1    | Thorvald Strömberg | Finlandia     | 4:15.5 | Q     |
| 2    | Lew Nikitin        | ZSRR          | 4:17.1 | Q     |
| 3    | Gert Fredriksson   | Szwecja       | 4:17.6 | Q     |
| 4    | János Urányi       | Węgry         | 4:20.9 |       |
| 5    | Herbert Schreiner  | Austria       | 4:22.9 |       |
| 6    | Mircea Anastasescu | Rumunia       | 4:32.9 |       |

### Finał
| Poz. | Zawodnik             | Reprezentacja  | Czas   |
| ---- | -------------------- | -------------- | ------ |
|      | Gert Fredriksson     | Szwecja        | 4:07.9 |
|      | Thorvald Strömberg   | Finlandia      | 4:09.7 |
|      | Louis Gantois        | Francja        | 4:20.1 |
| 4    | Wim van der Kroft    | Holandia       | 4:20.8 |
| 5    | Meinrad Miltenberger | Niemcy         | 4:21.6 |
| 6    | Lubomir Vambera      | Czechosłowacja | 4:24.0 |
| 7    | Hendrik Vebrygghe    | Belgia         | 4:25.0 |
| 8    | Lew Nikitin          | ZSRR           | 4:26.2 |
| 9    | Bert Oldershaw       | Kanada         | 4:26.5 |